# 宋承志
宋承志（1917年—2010年），安徽金寨人，中国人民解放军将领、中国人民解放军开国少将。
曾任中国人民志愿军炮兵第2师师长、中国人民解放军沈阳军区炮兵司令员。1955年，授予中国人民解放军少将。